# Пра Каброло (Виченца)
Пра Каброло је насеље у Италији у округу Виченца, региону Венето.
Према процени из 2011. у насељу је живело 125 становника. Насеље се налази на надморској висини од 320 м.